# 자비에르치에군

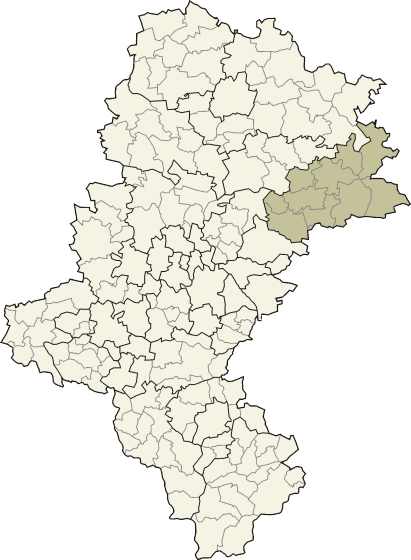
실롱스크주 지도에 표시된 자비에르치에군의 위치

자비에르치에군(폴란드어: powiat zawierciański)은 폴란드 실롱스크주에 위치한 군으로 군청 소재지는 자비에르치에이며 면적은 1,003.27km2, 인구는 118,020명(2019년 6월 30일 기준), 인구 밀도는 120명/km2이다.
북쪽으로는 쳉스토호바군, 북동쪽으로는 시비엥토크시스키에주 브워슈초바군, 동쪽으로는 시비엥토크시스키에주 옝제유프군, 마워폴스카주 미에후프군, 남쪼으로는 동브로바구르니차시, 마워폴스카주 올쿠시군, 남서쪽으로는 벵진군, 서쪽으로는 미슈쿠프군과 접한다. 10개 지방 자치체(2개 도시, 4개 도시형 농촌, 4개 농촌)를 관할한다.

군기
군 문장